# Подгорани
Подгорани (словац. Podhorany) — село в Словаччині, Кежмарському окрузі Пряшівського краю. Розташоване на півночі східної Словаччини в північній частині Попрадської угловини в долині потока Войнянка, недалеко річки Попрад.
В селі є готичний римо-католицький костел з початку 15 століття та протестантський костел з 1806 року.

## Історія
Вперше село згадується у 1235 році.

## Населення
| Рік:            | 1994. | 2004.    | 2014.    | 2024.    |
| --------------- | ----- | -------- | -------- | -------- |
| Кількість осіб: | 1011  | 1578     | 2621     | 3029     |
| Різниця:        |       | +56,08 % | +66,09 % | +15,56 % |

| Рік:            | 2023. | 2024.   |
| --------------- | ----- | ------- |
| Кількість осіб: | 2937  | 3029    |
| Різниця:        |       | +3,13 % |

В селі проживає 1914 осіб.
Національний склад населення (за даними останнього перепису населення — 2001 року):
- цигани — 54,48 %
- словаки — 41,21 %
- українці — 2,12 %
- русини — 0,21 %
- німці — 0,07 %
- чехи — 0,07 %

Склад населення за приналежністю до релігії станом на 2001 рік:
- римо-католики — 92,80 %,
- православні — 1,98 %,
- протестанти — 0,92 %,
- греко-католики — 0,64 %,
- не вважають себе віруючими або не належать до жодної вищезгаданої церкви — 3,32 %